# Catargynnis schreineri
Catargynnis schreineri är en fjärilsart som beskrevs av Foetterle 1902. Catargynnis schreineri ingår i släktet Catargynnis och familjen praktfjärilar. Inga underarter finns listade i Catalogue of Life.